# Лу Дуайон
Лу Дуайóн (фр. Lou Doillon; нар. 4 вересня 1982, Неї-сюр-Сен, О-де-Сен) — британсько-французька акторка, співачка та модель.

## Життєпис
Народилася 4 вересня 1982 року у місті Неї-сюр-Сен, департамент О-де-Сен. Батько — режисер Жак Дуайон (нар. 1944), мати — акторка і співачка Джейн Біркін (1946—2023). Її старші сестри від попередніх шлюбів і стосунків матері — фотохудожниця Кейт Баррі (1967—2013) та акторка Шарлотта Генсбур (нар. 1971). Її старша сестра від попередніх стосунків батька — акторка Лола Дуайон (нар. 1975). Також має двох молодших сестер і брата від подальших стосунків батька — Лілі Дуайон (нар. 1995), Ліну Дуайон (нар. 2010) та Лазара Дуайона (нар. 2016). Її бабуся з материного боку — акторка Джуді Кемпбелл (1916—2004). Її дядько — режисер та сценарист Ендрю Біркін (нар. 1945). Навчалася у паризькому ліцеї Віктора Дюрюї.
1987 року, у п'ятирічному віці, дебютувала в кіно, з'явившись у фільмі «Майстер кунг-фу» Аньєс Варда. 1998 року виконала головну роль у комедійній драмі Жака Дуайона «Багато (мало) кохання». Наступного року знялася у фільмі Жана-П'єра Амері «Погані знайомства». 2001 року зіграла головні ролі у фільмі Жака Дуайона «Прямо на захід» та мінісеріалі «Нана» Едуара Молінаро. Наступного року з'явилася у фільмі Мішеля Блана «Цілуй кого хочеш» з Шарлоттою Ремплінг, Жаком Дютроном та Кароль Буке, а також зіграла Бланш Перонн у пригодницькій комедії «Бланш» Берні Бонвуазена. 2003 року знялася у британському телефільмі «Приватне життя Семюела Піпса», де втілила образ Елізабет Піпс, дружини політика і автора відомого щоденника Семюела Піпса. Наступного року у неї була роль в фільмі жахів Паскаля Лож'є «Сен-Анж» з Віржині Ледоєн. 2006 року разом з Хлоєю Севіньї знялася в американському трилері «Сестри», римейку однойменної стрічки Браяна де Пальми 1973 року, де виконала подвійну роль сестер-близнюків. Наступного року з'явилася у фільмі Абеля Феррари «Казки стриптиз-клубу» з Віллемом Дефо і Азією Ардженто та зіграла одну з ролей у драмі Джейн Біркін «Коробки», заснованій на автобіографічному матеріалі. 2010 року знялася в «Дніпровському крокодилі», короткометражному епізоді серіалу «Кризова колекція» виробництва Canal+, де зіграла француженку Емілі, яка під час світової економічної кризи прибуває у відрядження до Києва і, намагаючись розшукати будинок, в якому жила в дитинстві, знаходить на тому місці торговий центр «Алігатор» і спілкується з випускниками столичних вишів, які через кризу змушені заробляти на життя роздаючи рекламні листівки, перебравшись в костюми крокодилів. Того ж року зіграла головну роль у кінодрамі «Жигола» Лори Шарпантьє та з'явилася камео в першому епізоді четвертого сезону серіалу «Пліткарка». Наступного року у неї була невелика роль сестри головної героїні у кримінальній драмі Майвенн «Паліція». 2012 року виконала одну з головних ролей у фільмі «Твоя дитина» Жака Дуайона.
Завдяки нестандартній зовнішності з ранньої юності працювала моделлю. Співпрацювала з міжнародним модельним агентством IMG Models, брала участь у рекламних кампаніях Givenchy, Vanessa Bruno, Chloé, La Redoute, Lee Cooper, Gap, Mango, H&M та інших брендів. 2007 року позувала для календаря Pirelli.
2012 року випустила свій перший музичний альбом «Places», який зазнав успіху у Франції, після чого вирішила залишити кіно і зосередитися на музиці. 2013 року виграла премію Victoires de la musique як найкраща виконавиця. Того ж року була удостоєна ордену Мистецтв та літератури кавалерського ступеня. 2015 року записала другий альбом «Lay Low», одна з композицій якого  — «Where to Start», — стала саундтреком до фільму Жана-Марка Валле «Руйнація» з Джейком Джилленголом і Наомі Воттс у головних ролях. 2019 року вийшов її третій альбом «Soliloquy», а 2020-го — мініальбом «Look at me now». Дуайон пише тексти і музику до пісень, а також малює, — 2020 року виступила ілюстратором ювілейного видання книги Патті Сміт «Просто діти» (англ. Just Kids).

## Особисте життя
12 липня 2002 року Дуайон народила сина Марлоу Джека Тайгера Мітчелла від стосунків з музикантом Джоном Мітчеллом. 26 липня 2022 року народила другого сина Ласло Кітса Міллера Манеля від стосунків з художником-ілюсратором Стефаном Манелем.

## Фільмографія
| Рік  |    | Українська назва                        | Оригінальна назва                                    | Роль                                 |
| ---- | -- | --------------------------------------- | ---------------------------------------------------- | ------------------------------------ |
| 1987 | ф  | Майстер кунг-фу                         | Kung-fu master!                                      | Лу                                   |
| 1998 | ф  | Багато (мало) кохання                   | Trop (peu) d’amour                                   | Камілла                              |
| 1999 | ф  | Погані знайомства                       | Mauvaises fréquentations                             | Олівія Монті                         |
| 2000 | ф  | Маміроль                                | Mamirolle                                            | Дельфін                              |
| 2000 | с  | Сценарії з наркотиками: Лавина          | Scénarios sur la drogue: Avalanche                   | -                                    |
| 2001 | с  | Нана                                    | Nadia Coupeau, dite Nana                             | Нана                                 |
| 2001 | ф  | Прямо на захід                          | Carrément à l’Ouest                                  | Фред                                 |
| 2002 | ф  | Цілуй кого хочеш                        | Embrassez qui vous voudrez                           | Емілі                                |
| 2002 | ф  | Бланш                                   | Blanche                                              | Бланш де Перонн                      |
| 2003 | тф | Приватне життя Семюела Піпса            | The Private Life of Samuel Papys                     | Елізабет Піпс, дружина Семюела Піпса |
| 2004 | ф  | Сен-Анж                                 | Saint Ange                                           | Жюдіт                                |
| 2005 | ф  | Собаче життя Хуаніти Нарбоні            | La vida perra de Juanita Narboni                     | Елена Нарбоні                        |
| 2006 | ф  | Сестри                                  | Sisters                                              | Анжеліка / Анабель Трістіана         |
| 2007 | ф  | Коробки                                 | Boxes                                                | Камілла                              |
| 2007 | ф  | Казки стриптиз-клубу                    | Go Go Tales                                          | Лола                                 |
| 2009 | ф  | Базар                                   | Bazar                                                | Ельвіра                              |
| 2009 | с  | Непереможні                             | Les invincibles                                      | Зої                                  |
| 2010 | ф  | Жигола                                  | Gigola                                               | Жигола                               |
| 2010 | с  | Кризова колекція: Дніпровський крокодил | La collection pique sa crise: Le crocodile du Dniepr | Емілі                                |
| 2010 | с  | Пліткарка                               | Gossip Girl                                          | у ролі самої себе                    |
| 2011 | ф  | Паліція                                 | Polisse                                              | сестра Мелісси                       |
| 2011 | с  | Яструб                                  | L'épervier                                           | Маріон Пулікен                       |
| 2011 | ф  | Рухома ціль                             | Moving Target                                        | Олівія                               |
| 2011 | кф | Гірка природа                           | L'Amère Nature                                       | вона                                 |
| 2012 | ф  | Твоя дитина                             | Un enfant de toi                                     | Ая                                   |

## Дискографія
Альбоми
- 2012 — Places
- 2015 — Lay Low
- 2019 — Soliloquy

Мініальбоми
- 2020 — Look at me now

Сингли
- 2012 — ICU
- 2013 — Devil Or Angel
- 2013 — Defiant
- 2013  — Questions And Answers
- 2015 — Where To start
- 2015 — Good Man
- 2015 — Weekender Baby
- 2018 — Burn
- 2021 — Il n'est jamais trop tard (спільно з Аріан Моффатт).
- 2021 — Goodbye et So long, Marianne (спільно з H-Burns).

## Нагороди та номінації
Victoires de la musique
- 2013 — Найкраща виконавиця.
- 2013 — Номінація на найкращий рок-альбом (Places).

Fangoria Chainsaw Awards
- 2009 — Номінація на найкращу акторку другого плану (Сестри).

## Відзнаки
- 2013 — Орден Мистецтв та літератури кавалерського ступеня.